# Sztuka Polska
Sztuka Polska – miesięcznik informacyjny ukazujący się w latach 80. XX wieku, wydawany przez Zakład Wydawnictw PP „Sztuka Polska” przy wsparciu finansowym Departamentu Plastyki Ministerstwa Kultury i Sztuki.
W Radzie Programowej miesięcznika zasiadali Wiktoria Czechowska-Antoniewska, Stanisław Danecki, Barbara Dyksińska-Tryc, Janusz Fila, Andrzej Fogtt, Jan Heydrich, Janusz Kowalski, Andrzej Matynia, Janusz Piotrowski, Andrzej Polański, Mieczysław Ptaśnik, Tomasz Skąpski, Marek Smoleński, Joanna Wołyniak.
W zespole redakcyjnym m.in. Janusz Czechowicz (sekretarz redakcji), Stanisław Danecki (redaktor naczelny), Jan Heydrich (kierownik artystyczny), Irena Janowska, Liliana Koperska (z-ca sekretarza redakcji).
Z redakcją miesięcznika systematycznie współpracowali dziennikarze zajmujący się tematyką kultury i sztuki, wśród nich m.in. Joanna Skoczylas, Andrzej Jelski, Jarosław Haak, Wojciech Makowiecki, Jan Galuba, Ireneusz J. Kamiński, Małgorzata Wendrychowska, Andrzej Krupiński, Kazimierz Brakoniecki.
Miesięcznik rekomendował ekspozycje plastyczne, rzeźbiarskie, wydawnictwa o sztuce. Drukował sylwetki polskich twórców, takich jak Franciszek Maśluszczak, Eugeniusz Geno Małkowski, Zbigniew Kucia, Donald Solo, Irena Żabianka, Teresa Jakubowska. Pisał o problemach sztuki współczesnej. Informował o plenerach malarskich, graficznych, rzeźbiarskich. Drukował materiały krytyczne. Prezentował również cykliczną rubrykę pn. „Z życia związków twórczych” oraz „Polonica”.
Został zamknięty z powodu braku funduszy na dalsze wydawanie.